# 210 Isabella
Isabella /ɪzəˈbɛlə/ (định danh hành tinh vi hình: 210 Isabella) là một tiểu hành tinh lớn và tối ở vành đai chính, thuộc nhóm tiểu hành tinh Nemesis. Dường như nó được cấu tạo bằng vật liệu tương tự như chondrite cacbonat. Ngày 12 tháng 11 năm 1879, nhà thiên văn học người Áo Johann Palisa phát hiện tiểu hành tinh Isabella khi ông thực hiện quan sát ở Pola và nguồn gốc tên của nó không được biết rõ.